# Dorothy Clotelle Clarke
Dorothy Clotelle Clarke (* 16. Juli 1908 in Los Angeles; † 20. Dezember 1992) war eine US-amerikanische Romanistin.

## Leben
Nach ihrem Abschluss an der Alhambra High School 1925 und an der UCLA im Jahr 1929 mit den Hauptfächern Spanisch und Französisch kam sie für ein Aufbaustudium nach Berkeley, wo sie 1930 den M.A.-Abschluss in Spanisch und den Ph.D. in Romanistik 1934 erhielt. Sie heiratete Sundar Singh Shadi. 1935 wurde Dorothy Shadi Professorin für Spanisch am Dominican College in San Rafael, verließ diese Position jedoch 1938, um sich der Erziehung ihrer Töchter zu widmen. 1945 wurde sie zur Dozentin für Spanisch in Berkeley ernannt.

## Schriften (Auswahl)
- Una bibliografía de versificación española. Berkeley 1937, OCLC 491662380.
- A chronological sketch of Castilian versification together with a list of its metric terms. Berkeley 1952, OCLC 459281983.
- Morphology of fifteeenth century Castilian verse. Pittsburgh 1964, OCLC 248745028.
- Allegory, decalogue, and deadly sins in La Celestina. Berkeley 1968, OCLC 251962086.